# カラス小目
カラス小目（カラスしょうもく、学名 Corvida）は、鳥類スズメ目の小目である。

## 系統と分類
カラス小目はチャールズ・シブリーらにより、スズメ小目の姉妹群として導入された。
しかしシーケンス解析により、カラス小目はスズメ亜目の中の基底的な側系統だと判明し、現在はあまり使われない。ただし、カラス小目をカラス科などからなる単系統に限定する説もある。

## Sibley分類での上科
- コトドリ上科 Ptilonorhynchoidea
- ミツスイ上科 Meliphagoidea
- カラス上科 Corvoidea